# Xeropsamobeus acerbus
Xeropsamobeus acerbus är en skalbaggsart som beskrevs av Horn 1887. Xeropsamobeus acerbus ingår i släktet Xeropsamobeus och familjen Aphodiidae. Inga underarter finns listade i Catalogue of Life.